# Превземане на Малака (1511)
Превземането на Малака става когато вицекралят на Португалска Индия Алфонсу де Албукерке овладява град Малака през 1511 г.
На 3 февруари 1509 г. флотът на адмирал Франсишку де Алмейда побеждава турско-мамелюкско-гуджаратски флот в Битката при Диу край индийския бряг, с което си осигурява португалска доминация в Индийския океан, който е най-важният регион на международна търговия по онова време. Превземането на Малака в съвременна Малайзия от Алфонсу де Албукерке през 1511 г. е резултат от плана на крал Мануел I да прекрати мюсюлманската търговия в Индийския океан, като превземе Аден, превземе търговията през Александрия, превземе Ормуз, за да превземе търговията през Персийския залив и Бейрут, и превземе Малака, за да контролира търговията с Китай.
Пристанището Малака контролира тесният стратегически Проток на Малака, през който се провежда всичката търговия между Китай и Индия. Превземането на Малака е резултат от план на Крал Мануел I Щастливия на Португалия, който от 1505 г. планира да надмине кастилците в Далечния Изток и планът на самия Албукерке да установи твърди основи на Португалска Индия, наред с Ормуз, Гоа и Аден, за да контролира търговията и да прекрати мюсюлманското плаване в Индийския океан.
Отплавайки от Кочин през април 1511 г., експедицията не би могла да се върне поради обратни мусонни ветрове. Тя е най-далечното овладяване в историята на човечеството дотогава.